# Esmarel Gasman
Esmarel Gasman (18 juni 1980) is een Nederlands actrice.
Gasman deed de hbo-opleiding Creatieve Therapie, richting Drama, aan de Christelijke Hogeschool Nederland te Leeuwarden. Hierna was zij enige tijd werkzaam als therapeut.
Zij rolde het acteerleven in nadat zij ontdekt was door Eddy Terstall, die haar spotte bij een poffertjeskraam waar zij werkzaam was. Sindsdien maakte Gasman haar opwachting in films als Feestje! en Simon, beide uit 2004. Ook was zij in 2007 te zien in afleveringen van Grijpstra & De Gier en Shouf Shouf!.
In 2007 speelde zij in SEXtet van Eddy Terstall. In deze film speelde zij de bedpartner van Jan Mulder. Naar aanleiding van deze film maakte Terstall op de Seychellen, op Groenland, op Cuba en in New York een naaktreportage van Gasman voor het blad Playboy, waarmee zij de omslag van het septembernummer 2007 siert.